# Korpus Gustawa Wilhelma Schlippenbacha
Korpus Gustawa Wilhelma Schlippenbacha – jeden z korpusów w strukturze organizacyjnej wojska szwedzkiego na początku XVIII wieku. Brał udział w walkach przeciwko Rosji.

## Udział w III wojnie północnej
- bitwa pod Narwą (30 listopada 1700), zwycięstwo nad wojskami rosyjskimi;
- bitwa pod Erestfer (29 grudnia 1701), zwyciężony przez wojska Borysa Szeremietiewa;
- bitwa pod Hummelshofem (lipiec 1702), zwyciężony przez wojska Borysa Szeremietiewa.